# 인준연
인준연(印峻延, 1991년 3월 12일 ~ )은 대한민국의 축구 선수이며 포지션은 미드필더이다. 현재 대한민국 포천시민축구단에서 활약하고 있다.

## 축구인 경력

### 선수 경력
2010년 경남 FC에 입단하였으나 1시즌 만에 팀을 떠났다. 이후 대구 FC에 연습생 신분으로 합류하였고 2012 시즌을 앞두고 공식 입단하였다.
2013 시즌 충주 험멜 축구단으로 임대 이적하였다.
2014년 내셔널리그의 경주 한수원을 거쳐 2015년에는 천안시청 축구단에 입단하였다.
2016 시즌을 앞두고 고양 Hi FC로 이적하며 프로 무대로 복귀하였다.